# Théodore-Eustache de Palatinat-Soulzbach
Théodore-Eustache de Palatinat-Soulzbach, (en allemand : Theodor Eustach von Pfalz-Sulzbach) (né le 14 février 1659 à Soulzbach et mort le 11 juillet 1732 à Dinkelsbühl) est comte palatin de Soulzbach de 1708 à 1732.

## Biographie
Théodore-Eustache est le seul fils survivant de Christian-Auguste de Palatinat-Soulzbach, comte palatin de Soulzbach, et d'Amélie de Nassau-Siegen (1613 -1669). Théodore-Eustache succède à son père en 1708 à la tête du duché de Palatinat-Soulzbach. Il meurt en 1732 à Dinkelsbühl, et est enterré à Soulzbach.

### Mariage et descendance
Théodore-Eustache épouse Marie-Éléonore de Hesse-Rheinfels. Neuf enfants naissent de cette union :
- Amélie-Augusta de Palatinat-Soulzbach (de) (1693 - 1762)
- Joseph Charles de Palatinat-Soulzbach (1694 - 1729)
- Françoise-Christine de Palatinat-Soulzbach (1696 - 1776)
- Ernestine de Palatinat-Soulzbach (1697 - 1775)
- Jean Guillaume Philippe de Palatinat-Soulzbach (1698 - 1699)
- Jean-Christian de Palatinat-Soulzbach (1700 - 1733)
- Élisabeth Éléonore Augusta de Palatinat-Soulzbach (1702 - 1704)
- Anne-Christine de Palatinat-Soulzbach (1704 - 1723)
- Jean Guillaume Auguste de Palatinat-Soulzbach (1706 - 1708)